# Llista de topònims de Noedes
Llista de topònims (noms propis de lloc) de Noedes (Conflent).
Informació actualitzada per un bot. Els canvis manuals es perdran quan s'actualitzi!

## bosc comunal
| imatge | Nom                              | Ubicat a       | instància de | Detalls | coordenades                                                       | Protecció | Commons (més fotos) | Dades a WD                    |
| ------ | -------------------------------- | -------------- | ------------ | ------- | ----------------------------------------------------------------- | --------- | ------------------- | ----------------------------- |
|        | Bosc Comunal de Noedes           | Noedes         | bosc comunal |         | 42° 37′ 10″ N, 2° 15′ 37″ E / 42.619444444444°N,2.2602777777778°E |           |                     | Modifica les dades a Wikidata |
|        | Bosc Comunal de Noedes - Orbanyà | Noedes Orbanyà | bosc comunal |         | 42° 38′ 08″ N, 2° 15′ 53″ E / 42.635555555556°N,2.2647222222222°E |           |                     | Modifica les dades a Wikidata |

## cim
| imatge | Nom               | Ubicat a                   | instància de | Detalls | coordenades                                                                 | Protecció | Commons (més fotos) | Dades a WD                    |
| ------ | ----------------- | -------------------------- | ------------ | ------- | --------------------------------------------------------------------------- | --------- | ------------------- | ----------------------------- |
|        | Mont Coronat      | Jújols Oleta i Èvol Noedes | cim muntanya |         | 42° 36′ 34″ N, 2° 15′ 31″ E / 42.6095°N,2.2587°E 2172 msnm                  |           | Mont Coronat        | Modifica les dades a Wikidata |
|        | Pic de la Roqueta | Noedes                     | cim          |         | 42° 39′ 11″ N, 2° 13′ 00″ E / 42.653055555556°N,2.2166666666667°E 2338 msnm |           |                     | Modifica les dades a Wikidata |

## llac glacial
| imatge | Nom          | Ubicat a | instància de | Detalls           | coordenades                                                 | Protecció | Commons (més fotos) | Dades a WD                    |
| ------ | ------------ | -------- | ------------ | ----------------- | ----------------------------------------------------------- | --------- | ------------------- | ----------------------------- |
|        | Gorg Blau    | Noedes   | llac glacial | Superfície: 4.4ha | 42° 38′ 43″ N, 2° 12′ 46″ E / 42.645397222222°N,2.212675°E  |           |                     | Modifica les dades a Wikidata |
|        | Gorg Estelat | Noedes   | llac glacial | Superfície: 4.4ha | 42° 38′ 43″ N, 2° 12′ 47″ E / 42.6453°N,2.21306°E 2022 msnm |           |                     | Modifica les dades a Wikidata |

## muntanya
| imatge | Nom                         | Ubicat a                           | instància de | Detalls | coordenades                                                                        | Protecció | Commons (més fotos) | Dades a WD                    |
| ------ | --------------------------- | ---------------------------------- | ------------ | ------- | ---------------------------------------------------------------------------------- | --------- | ------------------- | ----------------------------- |
|        | Bernat Salvatge             | Mosset Noedes                      | muntanya     |         | 42° 38′ 51″ N, 2° 13′ 36″ E / 42.64741388888889°N,2.2267944444444443°E 2228.6 msnm |           |                     | Modifica les dades a Wikidata |
|        | Muntanya dels Miquelets     | Mosset Noedes                      | muntanya     |         | 42° 39′ 04″ N, 2° 14′ 10″ E / 42.65123888888889°N,2.2360305555555557°E 2088.4 msnm |           |                     | Modifica les dades a Wikidata |
|        | Pic de la Creu              | Noedes                             | muntanya     |         | 42° 38′ 07″ N, 2° 13′ 02″ E / 42.635181°N,2.217256°E 2164.7 msnm                   |           |                     | Modifica les dades a Wikidata |
|        | Pic de la Mosquetosa        | Noedes Orbanyà                     | muntanya     |         | 42° 38′ 02″ N, 2° 17′ 00″ E / 42.633775°N,2.283292°E 1454.4 msnm                   |           |                     | Modifica les dades a Wikidata |
|        | Pic de la Serra             | Noedes Orbanyà                     | muntanya     |         | 42° 37′ 35″ N, 2° 18′ 00″ E / 42.626469444444446°N,2.300025°E 1200.5 msnm          |           |                     | Modifica les dades a Wikidata |
|        | Pic del Lloset              | Noedes Orbanyà                     | muntanya     |         | 42° 37′ 50″ N, 2° 17′ 28″ E / 42.630602777777774°N,2.291041666666666°E 1365.2 msnm |           |                     | Modifica les dades a Wikidata |
|        | Pic dels Gorgs (Conflent)   | Conflent Noedes Censà Oleta i Èvol | muntanya cim |         | 42° 38′ 00″ N, 2° 12′ 00″ E / 42.633333333333°N,2.2°E 2313.8 msnm                  |           |                     | Modifica les dades a Wikidata |
|        | Pica del Migdia             | Noedes                             | muntanya     |         | 42° 35′ 58″ N, 2° 16′ 58″ E / 42.59952777777778°N,2.282861111111111°E 1923.5 msnm  |           |                     | Modifica les dades a Wikidata |
|        | Roc Negre                   | Mosset Noedes                      | muntanya     |         | 42° 39′ 05″ N, 2° 12′ 05″ E / 42.65135°N,2.20137778°E 2456.6 msnm                  |           |                     | Modifica les dades a Wikidata |
|        | Roc Roig de la Serra Pelada | Conat Noedes Serdinyà              | muntanya     |         | 42° 36′ 02″ N, 2° 18′ 22″ E / 42.60065278°N,2.30606389°E 1669.2 msnm               |           |                     | Modifica les dades a Wikidata |
|        | Roc de Peirafita            | Noedes Orbanyà                     | muntanya     |         | 42° 38′ 47″ N, 2° 16′ 43″ E / 42.646492°N,2.278647°E 1569.31 msnm                  |           |                     | Modifica les dades a Wikidata |
|        | Roc de l'Ermita             | Noedes                             | muntanya     |         | 42° 36′ 15″ N, 2° 16′ 05″ E / 42.60414167°N,2.26814167°E 2053.6 msnm               |           |                     | Modifica les dades a Wikidata |
|        | pic de Portapàs             | Mosset Noedes Orbanyà              | muntanya cim |         | 42° 39′ 00″ N, 2° 16′ 00″ E / 42.65°N,2.26667°E 1795.7 msnm                        |           |                     | Modifica les dades a Wikidata |

## port de muntanya
| imatge | Nom                    | Ubicat a               | instància de     | Detalls | coordenades                                                                   | Protecció | Commons (més fotos) | Dades a WD                    |
| ------ | ---------------------- | ---------------------- | ---------------- | ------- | ----------------------------------------------------------------------------- | --------- | ------------------- | ----------------------------- |
|        | Coll de Marçac         | Conat Noedes Orbanyà   | port de muntanya |         | 42° 37′ 29″ N, 2° 16′ 22″ E / 42.624861°N,2.272825°E 1046.8 msnm              |           |                     | Modifica les dades a Wikidata |
|        | Coll de Planyàs        | Mosset Noedes          | port de muntanya |         | 42° 39′ 17″ N, 2° 15′ 17″ E / 42.654803°N,2.254753°E 1767.4 msnm              |           |                     | Modifica les dades a Wikidata |
|        | Coll de Portus         | Noedes Oleta i Èvol    | port de muntanya |         | 42° 37′ 26″ N, 2° 14′ 24″ E / 42.623758°N,2.239933°E 1739.1 msnm              |           |                     | Modifica les dades a Wikidata |
|        | Coll de la Mosquetosa  | Noedes Orbanyà         | port de muntanya |         | 42° 38′ 05″ N, 2° 16′ 59″ E / 42.634803°N,2.283164°E 1478.8 msnm              |           |                     | Modifica les dades a Wikidata |
|        | Collada de Jújols      | Jújols Noedes Serdinyà | port de muntanya |         | 42° 35′ 47″ N, 2° 17′ 28″ E / 42.596281°N,2.291211°E 1756.5 msnm              |           |                     | Modifica les dades a Wikidata |
|        | Collada del Gorg Negre | Noedes Oleta i Èvol    | port de muntanya |         | 42° 37′ 26″ N, 2° 14′ 24″ E / 42.623758333333°N,2.2399333333333°E 2143.8 msnm |           |                     | Modifica les dades a Wikidata |

## Misc
| imatge | Nom                                    | Ubicat a     | instància de                            | Detalls                                                     | coordenades | Protecció | Commons (més fotos)                    | Dades a WD                    |
| ------ | -------------------------------------- | ------------ | --------------------------------------- | ----------------------------------------------------------- | --- | --------- | -------------------------------------- | ----------------------------- |
|        | Estany del Clot                        | Noedes       | llac                                    |                                                             | 42° 37′ 58″ N, 2° 14′ 07″ E / 42.632775°N,2.23516944°E 1665.2 msnm                                                                            |           |                                        | Modifica les dades a Wikidata |
|        | Montellà                               | Noedes       | ciutat fantasma                         |                                                             | 42° 37′ 57″ N, 2° 15′ 33″ E / 42.632544444444°N,2.2591194444444°E Conflent 1203 msnm                                                          |           |                                        | Modifica les dades a Wikidata |
|        | Reserva Natural de Noedes              | Noedes       | espai natural                           | 1986 Superfície: 2137ha                                     | 42° 37′ 10″ N, 2° 15′ 37″ E / 42.619444444444°N,2.2602777777778°E                                                                             |           |                                        | Modifica les dades a Wikidata |
|        | Ribera de Noedes                       | Noedes Conat | curs d'aigua                            |                                                             | 42° 37′ 44″ N, 2° 16′ 24″ E / 42.62901388888889°N,2.2732833333333335°E 42° 36′ 51″ N, 2° 21′ 26″ E / 42.61417222222222°N,2.3571944444444446°E |           |                                        | Modifica les dades a Wikidata |
|        | Réserve naturelle nationale de Nohèdes | Noedes       | reserva natural nacional àrea protegida | 1986 Superfície: 2137 2137233ha                             | 42° 37′ 29″ N, 2° 15′ 24″ E / 42.624722222222°N,2.2566666666667°E                                                                             |           | Réserve naturelle nationale de Nohèdes | Modifica les dades a Wikidata |
|        | Sant Martí de Noedes                   | Noedes       | església Ús: església                   | Estil: arquitectura romànica Dedicat a: Sant Martí de Tours | 42° 37′ 23″ N, 2° 17′ 24″ E / 42.622944444444°N,2.2900833333333°E 964.5 msnm                                                                  |           | Église Saint-Martin de Nohèdes         | Modifica les dades a Wikidata |
|        | casa de la vila de Noedes              | Noedes       | instal·lació Ús: seu del govern local   |                                                             | 42° 37′ 22″ N, 2° 17′ 21″ E / 42.6226491259001°N,2.28907186934124°E fr:66500 NOHEDES                                                          |           | Town hall of Nohèdes                   | Modifica les dades a Wikidata |